# Баскервілл (Вірджинія)
Баскервілл (англ. Baskerville) — переписна місцевість (CDP) в США, в окрузі Мекленберг штату Вірджинія. Населення — 120 осіб (2020).

## Географія
Баскервілл розташований за координатами 36°41′4″ пн. ш. 78°16′24″ зх. д. / 36.68444° пн. ш. 78.27333° зх. д. (36.684407, -78.273196).  За даними Бюро перепису населення США в 2010 році переписна місцевість мала площу 5,55 км², уся площа — суходіл.

## Демографія
Згідно з переписом 2010 року, у переписній місцевості мешкало 128 осіб у 55 домогосподарствах у складі 38 родин. Густота населення становила 23 особи/км².  Було 60 помешкань (11/км²).
Расовий склад населення:
| - 69,5 % — білих - 28,9 % — чорних або афроамериканців |

До двох чи більше рас належало 1,6 %. Частка іспаномовних становила 0,8 % від усіх жителів.
За віковим діапазоном населення розподілялося таким чином: 23,4 % — особи молодші 18 років, 60,2 % — особи у віці 18—64 років, 16,4 % — особи у віці 65 років та старші. Медіана віку мешканця становила 41,7 року. На 100 осіб жіночої статі у переписній місцевості припадало 96,9 чоловіків;  на 100 жінок у віці від 18 років та старших — 84,9 чоловіків також старших 18 років.
За межею бідності перебувало 8,5 % осіб, у тому числі 0,0 % дітей у віці до 18 років та 0,0 % осіб у віці 65 років та старших.
Цивільне працевлаштоване населення становило 25 осіб. Основні галузі зайнятості: публічна адміністрація — 100,0 %.